# Bataireacht
Bataireacht (irisch für  Stockkampf, Syn.: Rince an Bhata Uisce Beatha, Kurzform „Bata“) ist ein besonders in den Jahren 1750–1880 in Irland ausgeübter Freizeitsport, der später durch andere Sportarten verdrängt wurde.
Bataireacht bezeichnet das Kampfsystem der Iren mit dem Shillelagh und ist eine historische europäische Kampfkunst, die noch heute in geringem Umfang praktiziert wird. Es beinhaltet heutzutage nicht nur reine Kampftechniken mit dem Spazierstock irischer Art, sondern auch Techniken des Schwertkampfes, waffenlose Kampftechniken (Boxen, Ringen) und den Einsatz verschiedener Holzwaffen wie Langstock, Kurzstock, Spazierstock, Knüppel etc. Die Amerikaner John W. Hurley und Ken Pfrenger gelten als Rekonstrukteure und Experten zum Thema Bataireacht und Shillelagh. Sie haben dazu diverse Seminare abgehalten und Bücher verfasst.